# Bernhard Gelderblom

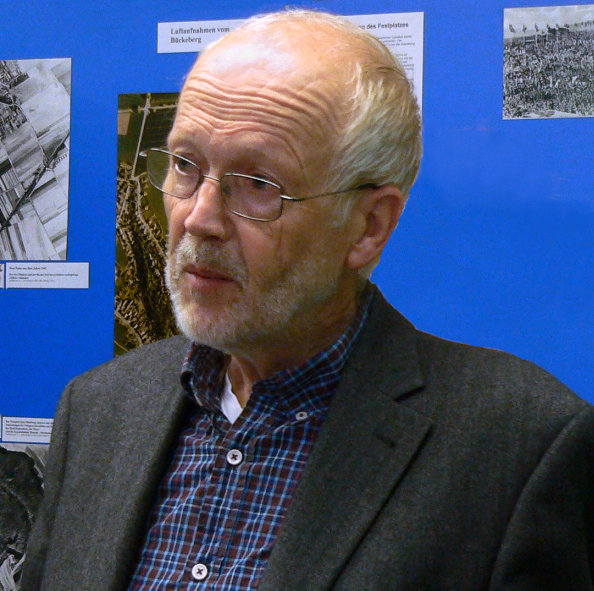
Bernhard Gelderblom, 2013

Bernhard Gelderblom (* 9. März 1943 in Schwetz (Weichsel)) ist ein deutscher Historiker und Autor.

## Wirken
Nach dem Studium der Fächer Evangelische Theologie, Geschichte und Politik war Gelderblom bis 2006 am Albert-Einstein-Gymnasium in Hameln als Lehrer tätig. Sein Bruder ist der Mediziner Hans Gelderblom.
Ausgehend von seiner Dokumentation der Grabsteine des jüdischen Friedhofs in Hameln in den 1980er Jahren legte Gelderblom 1997 die Ergebnisse seiner Erforschung des Schicksals der Hamelner Juden in der NS-Zeit 1997 in dem Buch Sie waren Bürger der Stadt vor. Vorläufiger Abschluss seiner vielfältigen Forschungsarbeit, für die er insbesondere den Kontakt zu ehemaligen Hamelner Juden und deren Nachkommen knüpfte, war 2011 das umfassende Werk Die Juden von Hameln von ihren Anfängen im 13. Jahrhundert bis zu ihrer Vernichtung durch das NS-Regime. Hierzu organisierte er diverse Ausstellungen.
Ein weiterer Forschungsbereich war die Aufdeckung des Schicksals der Insassen des Hamelner Zuchthauses in der Zeit von 1942 bis 1945, insbesondere derer aus den Benelux-Staaten. In der Folge erforschte er das Schicksal der Opfer der NS-Herrschaft in der Stadt Hameln und im Landkreis Hameln-Pyrmont, was er in einem Gedenkbuch sowie in Porträts von Zwangsarbeitern dokumentierte.

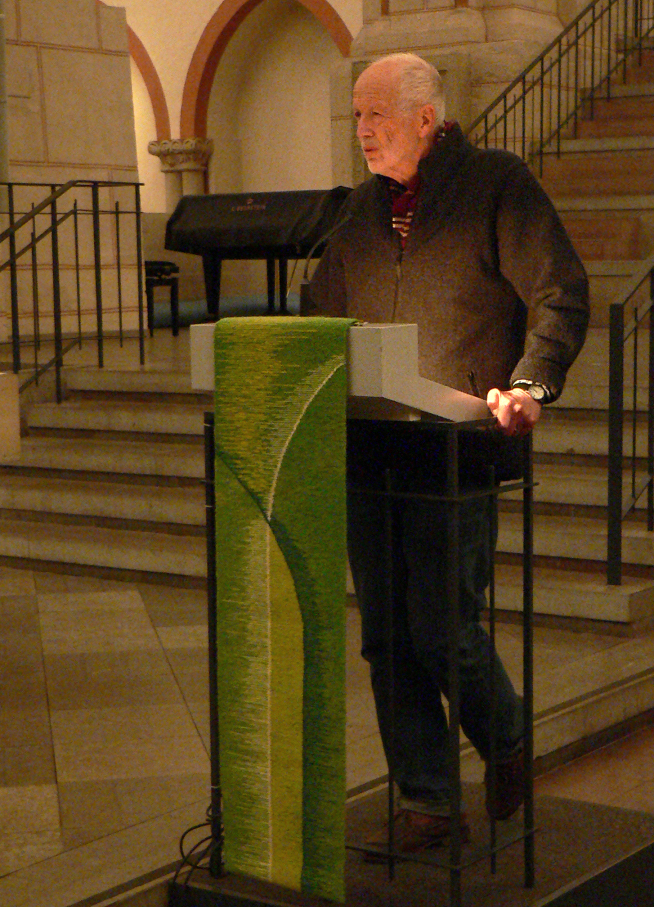
Bernhard Gelderblom bei einer Ausstellungseröffnung, 2024

Im Jahr 2010 gründete er den Verein für regionale Kultur- und Zeitgeschichte Hameln e. V., dessen Vorsitz er seitdem innehat. Seit 2013 initiiert und organisiert er mit dem Verein die Verlegung von Stolpersteinen in Hameln und Umgebung.

### Bückeberg
Mit einer Schrift von 1998 und einer nachfolgenden Ausstellung über die Reichserntedankfeste auf dem Bückeberg machte Gelderblom zuerst auf die zeitgeschichtliche Bedeutung dieser Massenveranstaltung aufmerksam. 2001 beantragte er, das Reichserntedankfestgelände wegen seiner historischen Bedeutung unter Denkmalschutz stellen zu lassen, was dann 2011 erfolgte. Gegen die Denkmalausweisung hatte sich seit den vorbereitenden Informationsveranstaltungen des Niedersächsischen Ministeriums für Wissenschaft und Kultur ab 2009 eine grundsätzliche Kritik durch die Bevölkerung vor Ort verfestigt. Sie wurde in Informationsveranstaltungen, Leserbriefen, Zeitungsanzeigen sowie Unterschriftenlisten vorgebracht und durch eine vom Gemeinderat zunächst beschlossene und später ausgesetzte Einwohnerbefragung verstärkt. Gegen die Kritik aus Kommune und Kreistag hat sich Gelderblom mit deutlichen Worten gewehrt. Ab 2016 leitete er das zweijährige Projekt „Dokumentation Bückeberg“ zur Schaffung des Dokumentations- und Lernortes Bückeberg. Kernstück ist der von Gelderblom entworfene Rundweg mit Text- und Bildtafeln, später „historisch-topographisches Informationssystem“ genannt, auf dem früheren Festgelände. Der Kreistag des Landkreises Hameln-Pyrmont stimmte 2018 der Realisierung des Projektes zu.
Da nach der Entscheidung das Vorhaben umstritten blieb, wurde ein vom damaligen Landrat Tjark Bartels als Kompromiss überarbeitetes Konzept 2021 umgesetzt. Während der Dokumentations- und Lernort Bückeberg in der Bevölkerung vor Ort zunächst umstritten war haben sich die Diskussionen inzwischen beruhigt und der Ort ist nahezu vollständig akzeptiert.

## Auszeichnungen / Ehrungen
Für seine Arbeit ist Bernhard Gelderblom 2008 mit dem Bundesverdienstkreuz am Bande und 2009 mit dem Obermayer German Jewish History Award geehrt worden. 2022 bekam er das Bundesverdienstkreuz Erster Klasse verliehen.

## Veröffentlichungen (Auswahl)
- Der jüdische Friedhof in Hameln. Projekt des Albert-Einstein-Gymnasiums in Hameln, Begleitschrift zu einer Ausstellung des Albert-Einstein-Gymnasiums aus Anlass des 50. Jahrestages der Reichspogromnacht unter dem Titel „Spuren und Begegnungen“ im Städtischen Museum. Albert-Einstein-Gymnasium, Hameln 1988.
- Sie waren Bürger der Stadt. Die Geschichte der jüdischen Einwohner Hamelns im Dritten Reich. Ein Gedenkbuch. Niemeyer, Hameln 1996, ISBN 978-3-8271-9024-6.
- Von Christen und Juden in Hameln. Ein Gang durch 700 Jahre gemeinsamen Lebens. Hameln 2000.
- Mordbefehl und Todesmarsch. Das Hamelner Zuchthaus in den Jahren 1944 und 1945. In: Detlef Creydt (Hrsg.): Zwangsarbeit für Industrie und Rüstung im Hils 1943–45. Holzminden 2001, S. 165–212.
- Jüdisches Leben im mittleren Weserraum zwischen Hehlen und Polle. Von den Anfängen im 14. Jahrhundert bis zu seiner Vernichtung in der nationalsozialistischen Zeit. Ein Gedenkbuch. Hrsg. vom Heimat- und Geschichtsverein für Landkreis und Stadt Holzminden. Verlag Jörg Mitzkat, Holzminden 2003, ISBN 3-931656-57-8.
- (als Hrsg.:) „Am schlimmsten waren das Heimweh und der Hunger“. Briefe nach sechzig Jahren. Ausländische Zwangsarbeit in und um Hameln 1939–1945. Verlag Jörg Mitzkat, Holzminden 2004, ISBN 3-931656-66-7.
- mit Joachim Schween und Sigurd Elert (Fotos): Hameln. Bilder einer Stadt aus acht Jahrhunderten. Niemeyer, Hameln 2004, ISBN 3-8271-9053-3.
- mit Sigurd Elert (Fotos): Hameln. Bilder aus der Stadt des Rattenfängers. Niemeyer, Hameln 2005, ISBN 3-8271-9054-1.
- mit Wolfhard F. Truchseß u. a.: 60 Jahre Kriegsende. Eine Dokumentation über die letzten Tage des Zweiten Weltkrieges in und um Hameln. Niemeyer, Hameln 2005, ISBN 3-8271-9302-8.
- mit David Bankier und Daniel Fraenkel neun Handbuch-Artikel für das Historische Handbuch der jüdischen Gemeinden in Niedersachsen und Bremen. Hrsg.: Herbert Obenaus, Göttingen 2005, ISBN 3-89244-753-5:
  - Aerzen. S. 97–103.
  - Bodenwerder. S. 228–233.
  - Coppenbrügge. S. 429–435.
  -  Ohsen / Grohnde. S. 1162–1172.
  - Hameln. S. 698–720.
  - Hehlen. S. 816–820.
  - Ottenstein. S. 1232–1235.
  - Polle. S. 1288–1291.
  - Salzhemmendorf. S. 1336–1344.
- mit Mario Keller-Holte: Ausländische Zwangsarbeit in Hameln und im Landkreis Hameln-Pyrmont 1939–1945. Verlag Jörg Mitzkat, Holzminden 2006, ISBN 3-931656-96-9.
- Geschichte nebenan. Die Reichserntedankfeste auf dem Bückeberg 1933–1937. Fährhaus-Verlag, Grohnde [i. e. Wunstorf] 2008.
- Die 50er Jahre in Hameln. Von der harten Mühsal und vom frohen Schaffen der Aufbaujahre. Niemeyer, Hameln 2008, ISBN 978-3-8271-9307-0.
- Vom Karrengefängnis zur Jugendanstalt. Über 300 Jahre Strafvollzug in Hameln. Holzminden 2009, ISBN 978-3-940751-24-9.
- Die Juden von Hameln von ihren Anfängen im 13. Jahrhundert bis zu ihrer Vernichtung durch das NS-Regime. Anhang: Dokumentation der Grabsteine des jüdischen Friedhofs erstellt von Berndt Schaller zusammen mit Bernhard Gelderblom. Holzminden 2011, ISBN 978-3-940751-39-3.
- Die Reichserntedankfeste auf dem Bückeberg 1933–1937. Niemeyer, Hameln 1998, ISBN 3-8271-9029-0 (weitere Auflagen, 3. unveränderte 2012).
- mit Mario Keller-Holte: Die letzten Monate in Hameln werden schrecklich sein. Die Eskalation der Gewalt im Hamelner Zuchthaus zum Ende des Zweiten Weltkrieges. In: Informationen. Wissenschaftliche Zeitschrift des Studienkreises Deutscher Widerstand 1933–1945. Nr. 76, Jg. 37, November 2012, S. 12–18.
- Die Juden in den Dörfern des Fleckens Salzhemmendorf. Holzminden 2013, ISBN 978-3-940751-76-8.
- mit Mario Keller-Holte: Dokumentation der Opfer der NS-Herrschaft in der Stadt Hameln und im Landkreis Hameln-Pyrmont. Hameln 2013, Online-Publikation unter Gedenkbuch.
- (als Hrsg.:) Les Sans-Amour – Die Ungeliebten. Erinnerungen der Ukrainischen Zwangsarbeiterin Olga Barbesolle an ihre Jahre in einem Hamelner Rüstungsbetrieb 1942–45. Holzminden 2015, ISBN 978-3-940751-93-5.
- (als Hrsg.:) Als Kriegsgefangener und „Displaced Person“ 1945 in Hameln. Das Tagebuch des Slowaken Vladimir Varinsky vom slowakischen Nationalaufstand im August 1944 bis zur Rückkehr in die Heimat 1945. Holzminden 2015, ISBN 978-3-95954-001-8.
- Die Juden von Coppenbrügge. Holzminden 2016, ISBN 978-3-95954-017-9.
- 40 Jahre Schlacht um Grohnde 1977–2017. Holzminden 2017, ISBN 978-3-95954-038-4.
- Hameln – damals & heute. 109 Beiträge zur Stadtgeschichte. Holzminden 2017, ISBN 978-3-95954-039-1.
- mit Mario Keller-Holte: Die NS-Reichserntedankfeste auf dem Bückeberg 1933–37. Aufmarsch der Volksgemeinschaft und Massenpropaganda. Verlag Jörg Mitzkat, Holzminden 2018, ISBN 978-3-95954-059-9.
- Executions at Hameln Prison. In: After the Battle Nr. 186, 2019, S. 42–55.
- mit Janna Lölke: Die Vollstreckung von Todesurteilen in der britischen Zone am Beispiel der Hinrichtungsstätten in Hameln und Wolfenbüttel. In: Alliierte Prozesse und NS-Verbrechen (= Beiträge zur Geschichte der nationalsozialistischen Verfolgung in Norddeutschland, Heft 19). Bremen 2020, S. 142–158.
- Bückeberg – Die Ästhetisierung von Gewalt und Politik. In: Katharina Bosse (Ed.): Thingstätten. Von der Bedeutung der Vergangenheit für die Gegenwart. Bielefeld/Berlin 2020, S. 222–231.
- Ich kann schon nicht mehr die Zeit der Alijah erwarten. Der Kibbuz Cheruth in den Dörfern um Hameln 1926–1930. In: Ulrike Pilarczyk, Ofer Ashkenazi, Arne Homann (Hg.): Hachschara und Jugend-Alija. Wege jüdischer Jugend nach Palästina 1918–1941 (= Steinhorster Beiträge zur Geschichte von Schule, Kindheit und Jugend, Band 1). Gifhorn 2020, S. 83–105.
- „…nur, weil wir Juden sind.“ Das Schicksal der Unternehmerfamilie Albert Blank und die Teppichfabrik oka in Hameln. CW Niemeyer Buchverlage, 2020, ISBN 978-3-8271-9262-2.
- Die Toten der ‚Russenburg‘ in Salzhemmendorf. Holzminden 2020.
- Das Schweigen brechen nach 75 Jahren: Die Tragödie um die Familie der Jüdin Margarete Pieper aus Osterbrak bei Bodenwerder in NS- und Nachkriegszeit. In: Jahrbuch 2019/2020 für den Landkreis Holzminden Band 37/38, hrsg. im Auftrage des Heimat- und Geschichtsvereins für Landkreis und Stadt Holzminden von Matthias Seeliger. Holzminden 2020, S. 101–132.
- Von den Bewohnern der ‚Russenkaserne‘. Die Beschäftigung von Zwangsarbeiterinnen und Zwangsarbeitern aus Polen und der Sowjetunion im Stiftsgut Fischbeck in den Jahren 1939 bis 1945. Holzminden 2020.
- Suchet der Stadt Bestes – Franz Georg Ferdinand Schlägers Wirken in Hameln 1822–1869. In: Hamelner Jahrbuch, hrsg. vom Museumsverein Hameln. 2020, S. 51–86.
- Stolpersteine in Hameln und im Landkreis Hameln-Pyrmont. Verlag Jörg Mitzkat, Holzminden 2021.
- Die zwei Leben des Dr. Otto Müller-Haccius. In: Niedersächsisches Jahrbuch für Landesgeschichte, Bd. 93. 2021, S. 239–285.
- 800 Jahre jüdisches Leben in Hameln, Broschüre zur Ausstellung im Münster St. Bonifatius 2. November – 7. Dezember 2021
- Aufmarsch der „Volksgemeinschaft“ und Massenpropaganda. Die „Reichserntedankfeste“ auf dem Bückeberg bei Hameln und der mühsame Weg zum aktiven Erinnern in: Gedenkstätten-Rundbrief Nr. 206, Juli 2022 (Hrsg.: Stiftung Topographie des Terrors, Berlin)
- Die Kriegsgräber auf dem Hamelner Waldfriedhof Am Wehl, 2022 (Hrsg.: Stadt Hameln und Verein für regionale Kultur- und Zeitgeschichte)
- mit Dagmar Köhler: Dorfkirchen in Hameln-Pyrmont, Mitzkat-Verlag, Holzminden, 2023
- Hameln damals & heute. 111 Beiträge zur Stadtgeschichte. 2. überarbeitete und erweiterte Auflage, Mitzkat-Verlag, Holzminden, 2023
- Aufmarsch der „Volksgemeinschaft“ und Massenpropaganda. Die „Reichserntedankfest“ auf dem Bückeberg bei Hameln und der mühsame Weg zum aktiven Erinnern in: Geschichte für heute. Zeitschrift für politische Bildung, 17. Jg., 1/2024
- Hameln im Jahre 1933 – nationaler Rausch – willige „Gleichschaltung“ – brutale Gewalt, (Hrsg.: Verein für regionale Kultur- und Zeitgeschichte e. V. und Denkanstoß Hameln e. V.), Mitzkat-Verlag, Holzminden, 2024
- Erinnern und Gedenken: Die Toten der „Russenburg“ in Salzhemmendorf, Mitzkat Verlag, Holzminden, 2024
- Der Hamelner jüdische Friedhof als Teil der Stadtgeschichte und als Lernort in: Juliane Hummel, Katrin Keßler (Hrsg.): Historische jüdische Friedhöfe. Gefährdung und Vermittlung komplexer Orte des Erinnerns, Jüdisches Kulturerbe Bd. 4, Braunschweig 2024, S. 59–74
- Über die jüdischen Einwohner Eimbeckhausens und ihren Friedhof. Auf den Spuren früherer Mitmenschen in: Söltjer. Streifzüge durch das Deister-Süntel-Tal 49, 2025, S. 19–23

## Ausstellungen (Auswahl)
- Abgeschnittene Lebensläufe. Schicksale der jüdischen Bürger Hamelns im Dritten Reich. Hochzeitshaus Hameln 1994.
- Die Reichserntedankfeste auf dem Bückeberg 1933–1937. Hameln 1999, Braunschweig 2000, Rinteln 2001, Hösseringen 2006/2007, Berchtesgaden-Obersalzberg 2007/2008, Goslar 2009, Nürnberg 2009/2010.
- Das Zuchthaus Hameln in der NS-Zeit. Amtsgericht Hameln 2004.
- mit Mario Keller-Holte: Gesichter. Ausländische Zwangsarbeit in und um Hameln. Ausstellung im Hamelner Münster 2005.
- Vor 70 Jahren. Der Weg der jüdischen Familien Hamelns in die Vernichtung. Synagoge Hameln 2012.
- mit Mario Keller-Holte: Die Hamelner Polizei in der NS-Zeit. Im Rahmenprogramm Ordnung und Vernichtung. Die Polizei im NS-Staat, Polizeidirektion Hameln, 2013.
- mit Mario Keller-Holte: Bürger aus den Benelux-Staaten als NS-Verfolgte im Zuchthaus Hameln 1942–1945. Ausstellung im Hamelner Münster 2015, Gedenkplaats Haaren (NL) 2015, Flämische Gemeinschaft Leuven (B) 2015, Gedenkstätte Esterwegen, Augustaschacht Osnabrück 2016, Museum St. Vith (B) 2016, Museum Celle 2016.
- mit Mario Keller-Holte: Opfer der NS-Herrschaft in der Stadt Hameln und im Landkreis Hameln-Pyrmont. Hameln 2013 (aktualisiert 2016).
- Wanderausstellung 40 Jahre „Schlacht um Grohnde“ über die Proteste gegen den Bau des Kernkraftwerks Grohnde.[17] Ausstellung im Hamelner Münster 2017.
- Die Polizei Hameln in der Zeit der Weimarer Republik. Hameln 2021.[18]
- 800 Jahre jüdisches Leben in Hameln, Ausstellung im Hamelner Münster 2021.
- Gesichter – NS-Zwangsarbeit in Hameln-Pyrmont, Ausstellung im Hamelner Münster 2024.